# Ahaxe-Alciette-Bascassan
Ahaxe-Alciette-Bascassan är en kommun i departementet Pyrénées-Atlantiques i regionen Nouvelle-Aquitaine i sydvästra Frankrike. Kommunen ligger i kantonen Saint-Jean-Pied-de-Port som tillhör arrondissementet Bayonne. År 2022 hade Ahaxe-Alciette-Bascassan 262 invånare.

## Befolkningsutveckling
Antalet invånare i kommunen Ahaxe-Alciette-Bascassan
| Referens: INSEE |